# نينغ
نينغ هو تطبيق حر ومنصة عمل على الإنترنت التي تتيح للمستخدمين بناء الشبكات الاجتماعية والمواقع المخصصة للاستخدام العام أو الخاص.
نينغ هو منصة أكبر شركة في العالم لإنشاء المواقع الاجتماعية. منظمو الأعلى، والمسوقين، المؤثرين، والناشطين استخدام نينغ لإنشاء جهة ينسج على الإنترنت ان المحادثات الاجتماعية في المحتوى وتحفز على العمل. مقرها في بالو ألتو، كاليفورنيا، نينغ يجعل من السهل على العلامات التجارية من جميع الأشكال والأحجام، لبناء المواقع الاجتماعية المخصصة وقوية.
نينغ هو المنصة الرائدة لنشطاء الإنترنت في العالم والمنظمين وأصحاب النفوذ لخلق شبكة اجتماعية خاصة بهم. تصميم تجربة العادة الاجتماعية في أقل من 60 ثانية مما يتيح لك القدرة على حشد وتنظيم والإلهام.

## فوائد نينغ
نينغ هو خدمة مجانية تسمح لك لخلق مجتمع الاجتماعية يتمحور حول العملاء التي يمكن للأعضاء التسجيل والتواصل مع الآخرين في المجتمع. من منظور العلاقات العامة، فإنه يسمح لك للحفاظ على الشبكة على اطلاع على المشاريع الحالية والأحداث التي يحدث مع العميل الخاص بك، فضلا عن خلق مرونة لجمهورك الرئيسية في المجتمع التي تم تصميمها فقط من حولها، ومشاريعها الحالية والمقبلة، والشركات التابعة لها. وأرفق بعض الأمثلة شعبية مواقع نينغ كمرجع.

## وصلات خارجية
- موقع نينغ.